# Дебры
Дебры — деревня в Шиловском районе Рязанской области в составе Мосоловского сельского поселения.

## Географическое положение
Деревня Дебры расположена на Окско-Донской равнине, на правом берегу реки Алёнки, в 23 км к северо-западу от пгт Шилово. Расстояние от деревни до районного центра Шилово по автодороге — 36 км.
К югу от деревни расположено урочища Стерлигово и Рясские Выселки (бывшие населённые пункты), к юго-западу — урочище Еремеевка (бывший населённый пункт) и овраг Ласки, к северо-западу — большой пруд на реке Студенец. Ближайшие населённые пункты — села Муратово и Ряссы.

## Население
По данным переписи населения 2010 г. в деревне Дебры постоянно проживают 3 чел.

## Происхождение названия
Согласно «Толковому словарю» В. Даля, дебрь — ж. стар. логовина, долина, раздол, ложбина, лог, овраг; лесистая, густо заросшая долина, чернолесье по раздолу. Дербина — ж. заросль, чаща. Дербовать — расчищать под пашню мелкую заросль, с выкорчёвкой. Дербень — м. прм. дерюга, реднина, самый толстый льняной холст из оческов; твр. пск. вздор, чепуха, галиматья, деребень; ярс. неуклюжий, грубый, мешковатый человек. Деребить — ряз. влгд. драть, дерябить, царапать.
Э. М. Мурзаев в «Словаре народных географических терминов» (1984), отмечал, что дебри — непроходимый дремучий лес, чащоба. Др.-рус. дебрь, дъбр, дъбрь, деберь — «долина», «ущелье», «горный склон«; «склон, поросший лесом«; «лес», «поток в ущелье», «ров». Дерба — участок целины, подсека, запущенная залежь; в Архангельской, Вологодской обл. кустарниковые заросли, мелколесье, предназначенные к очистке и пашне. Дебра — широкое понижение, занятое луговой растительностью, иногда широкая сухая долина без реки. Драть, деребить — чесать, скрести, теребить. Дебрь — «топь», «болото поросшее лесом»; «лесная чаща», «трущоба с валежником»; «болотистое кочковатое место», «кустарик», «осинник».
Рязанские краеведы Л. А. Кононенко и А. А. Никольский писали, что в топонимике Поочья неоднократно встречаются такие однокоренные названия, как реки Дебря, Деберка, Дебрик, овраг Дебрь, Дебринский и др. Подобные наименования связаны с народным географическим термином дебрь, которым обозначается не только «дремучий, непроходимый лес», но и «долина, ложбина, овраг, лесистая долина, овраг, заросший лесом и кустарником, и т.д.». Слово дебрь встречается в рязанской грамоте первой половины XVI в. Форма Дебры соответствует топонимической модели на -и(-ы). В диалектной речи в некоторых словах отмечаются колебания в произношении [ры] или [ри].

## История
И. И. Проходцев свидетельствует, что деревня Дебры была образована в 1861 г. помещиком Стерлиговым, как выселки крестьян из деревни Стерлигово. В «Списке населённых мест Рязанской губернии» за 1906 г. деревня значится как Стерлиговы Дебри. К этому времени в ней числилось 23 двора и проживало 179 человек.